# Neseutegaeus spinatus
Neseutegaeus spinatus är en kvalsterart som beskrevs av Tyler A. Woolley 1965. Neseutegaeus spinatus ingår i släktet Neseutegaeus och familjen Eutegaeidae. Inga underarter finns listade i Catalogue of Life.